# Муромски език
Муромският език е мъртъв угро-фински език, говорен от племето мурома в района на днешния град Муром във Владимирска област на Русия.
По всяка вероятност е бил близък до днешните мордовски езици. Изчезнал е през средните векове, когато племето мурома е било асимилирано от славяните.